# Ахар (Дагестан)
Ахар — село в Новолакском районе (на территории Новостроя) Дагестана.
Образует сельское поселение село Ахар как единственный населённый пункт в его составе.

## География
Село расположено на территории Кумторкалинского района, около трассы Махачкала — Кизляр, недалеко от Каспийского побережья.
Ближайшие населённые пункты: на юге — сёла Шушия, Новочуртах и Дучи.

## История
Село основано для переселенцев из села Банайюрт Новолакского района.
В сентябре 1991 года на III съезде народных депутатов республики Дагестан было принято постановление о восстановлении Ауховского района и о переселении лакцев из Новолакского района к побережью Каспийского моря.

## Население
| 2010 | 2012 | 2013 | 2014 | 2015 | 2016 | 2017 |
| ---- | ---- | ---- | ---- | ---- | ---- | ---- |
| 633  | ↗644 | ↘639 | ↘637 | ↗645 | ↘640 | ↗648 |
| 2018 | 2019 | 2020 | 2021 | 2023 | 2024 | 2025 |
| ↗652 | ↗672 | ↘665 | ↘511 | ↗521 | ↗549 | ↗560 |

По данным Всероссийской переписи населения 2010 года:
| № | Национальность | Численность, чел. | Доля |
| - | -------------- | ----------------- | ---- |
| 1 | лакцы          | 562               | 89 % |
| 2 | другие         | 71                | 11 % |